# 民主中国陣線

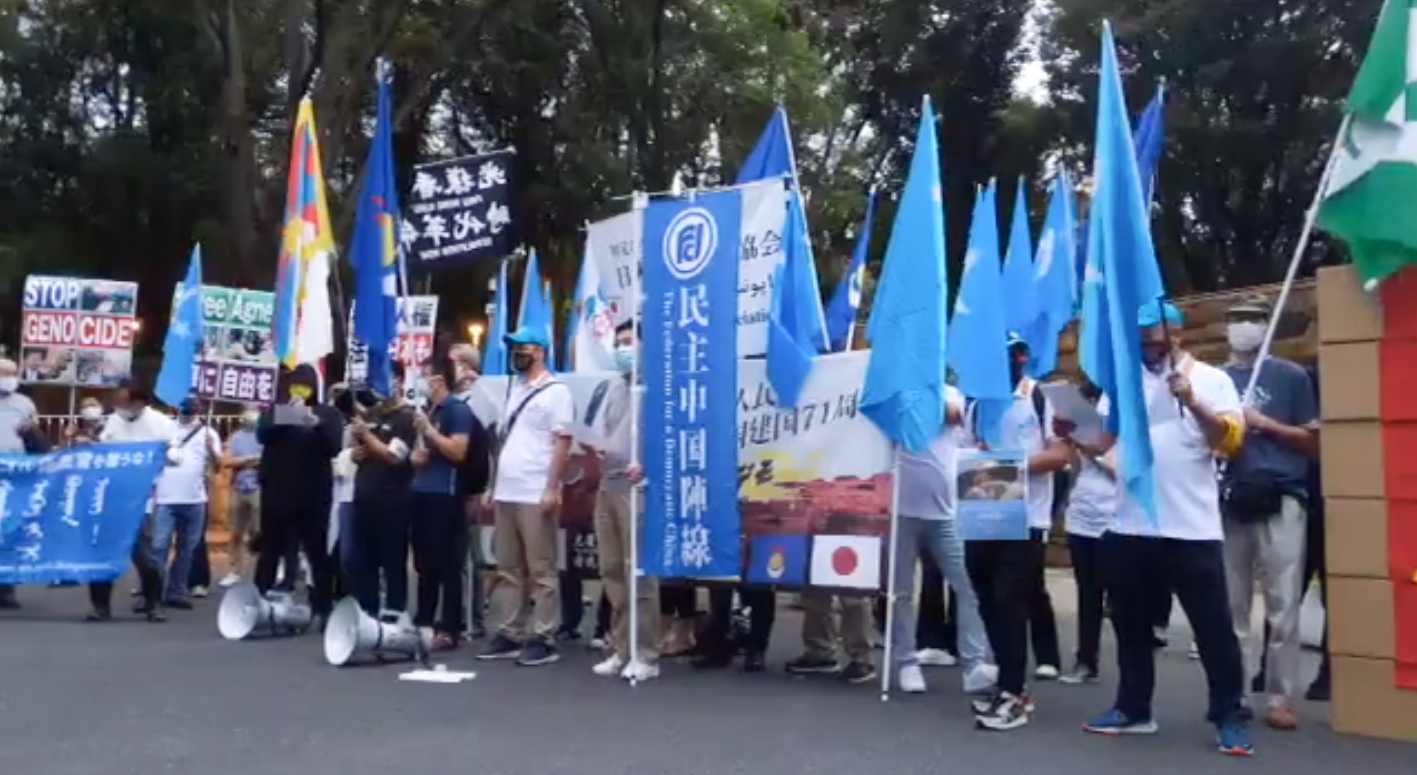
東京新宿で行われた運動

民主中国陣線（みんしゅちゅうごくじんせん、Federation for a democratic China）は、中国民主化運動組織。現在の主席は作家の秦晋。

## 概要
天安門事件後に中国から亡命した人たちにより1989年9月22日にフランス・パリにて作られた世界各国に展開する政治組織で、思想的指導者である万潤南を中心に1995年時点で5000名が世界で活躍しているといわれる。本部はオーストラリアにあり日本におけるトップは王戴。
2019年3月10日、民主中国陣線第14回代表大会を行い、新しい体制を発足。 
- 理事会主席

秦晋(オーストラリア)
- 理事会副主席

盛雪(カナダ)、王戴(日本)、金秀紅(アメリカ)、張健(フランス)
- 監事会主席

羅楽(カナダ)
- 理事會理事

陳景聖(香港)、丁健強(アメリカ)、胡偉(オーストラリア)、黄元璋(香港)、金曉炎(イギリス)、金秀紅(アメリカ)、李也青(アメリカ)、諾徳(アメリカ)、潘晴(ニュージーランド)、彭林(アメリカ)、秦晋(オーストラリア)、盛雪(カナダ)、王戴(日本)、姚戈(アメリカ)、夏一凡(日本)、顔茘(アメリカ)、逸君(カナダ)、應宏善(カナダ)、張健(フランス)、鄭雲(アメリカ)、朱泓林(オーストラリア)
- 理事会候補理事(副理事)

畢重陽(日本)、陳博生(オーストラリア)、陳川輝(オランダ)、陳釗(香港)、陳祖閩(スウェーデン)、谷書花(ドイツ)、石青(アメリカ)、呉江(フランス)、習為國(ニュージーランド)
- 監事会監事

陳壁立(オーストラリア)、高健(オーストラリア)、鞠洪智(日本)、羅楽(カナダ)、銭達(台湾)、呉建民(アメリカ)、楊夢筆(アメリカ)、葉寧(アメリカ)、張朶朶(オーストラリア)、張曉剛(オーストラリア)、朱学淵(アメリカ)
- 監事会候補監事(副監事)

陳勁松(香港)、陳士勝(アメリカ)、陳文建(ニュージーランド)、杜明(アメリカ)、郭國汀(カナダ)